# Пэдхам, Хью
Хью Чарльз Пэ́дхам (англ. Hugh Charles Padgham; род. 15 февраля 1955, Амершем, Бакингемшир) — британский музыкальный продюсер и звукоинженер, известность которому принесли его работы со многими известными музыкантами и группами, такими как Genesis, Стинг, The Police, Пол Маккартни, The Human League, McFly и многими другими. Удостоен многих наград, в том числе четырёх премий «Грэмми» (в 1985 как продюсер года и трижды — как звукоинженер года). В 1992 в опросе журнала Mix был назван входящим в мировую десятку звукорежиссёров, оказавших наибольшее влияние на индустрию звукозаписи (англ. world's Top Ten Most Influential Producers).

## Биография
Пэдхам начал интересоваться звукозаписью после того как прослушал альбом Элтона Джона Tumbleweed Connection. Первой его должностью была «оператор магнитофона» в лондонской студии Advision Studios в начале 1970-х, там он работал на сессиях звукозаписи Yes и Emerson, Lake and Palmer. Затем он перешёл в студию Lansdowne Studios, поднявшись по должности до главного звукоинженера. В 1978 Падхэм перешёл в The Townhouse, где он работал звукоинженером, а также начал продюсировать записи, работая в том числе с XTC, Питером Гэбриэлом и Филом Коллинзом.
Работа Пэдхама с Гэбриэлом и Коллинзом продолжилась в виде долгого и успешного сотрудничества с группой Genesis в 1980-х; Пэдхам продюсировал целый ряд хитовых синглов и альбомов группы, включая альбомы Genesis и Invisible Touch. Кроме работы с Genesis и XTC и многих других работ, Пэдхам участвовал как сопродюсер в создании двух альбомов группы The Police: Ghost in the Machine и Synchronicity, а также в работе над альбомом Пола Маккартни Press to Play и альбома группы The Human League Hysteria.
В 1990-х и 2000-х Пэдхам успешно работал со Стингом и с группой McFly (в частности, в 2005 и 2006 четыре сингла, спродюсированных Пэдхамом и записанных McFly, попали в десятку лучших синглов). В 2002 Пэдхам спродюсировал альбом группы The Tragically Hip In Violet Light, куда вошла, в частности, очень любимая поклонниками группы песня «Its a Good Life if You Don’t Weaken». Пэдхам также в 2008 спродюсировал (в то же время сделав и работу звукоинженера) дебютный альбом группы I Was a Cub Scout, I Want You To Know There Is Always Hope.
В 2007 Пэдхам открыл собственную, спроектированную им самим, студию звукозаписи «Sofa Sound».
В настоящее время Пэдхам проживает в Чизике (англ. Chiswick; район в Западном Лондоне) со своим давней партнёршей, дизайнером Кэт Кидстон (с которой он познакомился, когда она работала на него как дизайнер по интерьерам), с их дочерью Джессикой (1992/1993) и псом Стенли (часто фигурирующим на иллюстрациях в каталоге Кэт Кидстон).

## Звучание «гейтированных барабанов»
Пэдхам известен в профессиональной среде как создатель эффекта звучания «гейтированных барабанов», впервые заметно прозвучавшего в 1981 на сингле Фила Коллинза «In the Air Tonight», а затем ставшего «шаблоном» для звучания барабанов во многих записях поп-музыки 1980-х. Впервые эффект такого звучания был использован в альбоме Питера Гэбриэла Peter Gabriel (III) (1980), при записи которого Пэдхам работал звукоинженером и где на барабанах играл Коллинз. В то время Пэдхам регулярно работал как инженер звукозаписи с известным британским продюсером Стивом Лиллиуайтом; они совместно сделали много известных синглов и альбомов начала 1980-х.
Изобретённый Пэдхамом эффект звучание «гейтированных барабанов» (англ. gated drum; см. Гейтированная ревербрация) получается при добавлении к звуку барабана большого количества сильно компрессированного звука реверберации от основного звука, причем звук реверберации пропускается через устройство, называемое «антишумовые ворота» (на выход устройства сигнал со входа проходит только если его громкость больше, чем установленный «порог»; см. Гейт и Шумопонижение). Результатом явился эффект «гейтированной реверберации», когда реверберационный «хвост» от основного звука не угасает постепенно, как обычно, а «выключается» резко — что создавало совершенно новый, «современный» звук для барабанов.
В 2006 в интервью Пэдхам рассказывал, как был придуман этот эффект:
Всё произошло благодаря известному приспособлению к студийной консоли SSL под названием «слушающий микрофон» (англ. listen mic). Такой микрофон ставится посреди студии, сигнал от него пропускается через очень сильный компрессор, поэтому когда в паузе кто-то что-то говорит в любом месте студии, его хорошо слышно. И так получилось, что однажды мы не отключили этот микрофон, когда Фил [Коллинз] начал играть на барабанах. Почти тут же у меня возникла идея использовать такой звук, добавив еще реверберацию, проходящую через «noise gate». И получился довольно интересный, необычный звук барабанов.

## Сотрудничество
Музыканты и группы, записи которых Пэдхам продюсировал либо работал на их сессиях записи звукоинженером (далеко не полный список):
- 311
- Bee Gees
- Дэвид Боуи
- Кейт Буш
- Toni Childs
- Clannad
- Paula Cole
- Фил Коллинз
- Джулиан Коуп
- Шерил Кроу
- Мелисса Этеридж
- Мик Фаррен
- The Fixx
- Питер Гэбриэл (звукоинженер, 1980)
- Genesis
- Hall & Oates
- The Human League
- I Was a Cub Scout
- Элтон Джон
- The Lightyears
- Анни-Фрид Лингстад (звукоинженер)
- Madness (микширование, 1988)
- Mansun
- Пол Маккартни
- McFly
- Mike + The Mechanics
- Youssou N'Dour
- The Police (Ghost in the Machine, Synchronicity)
- The Psychedelic Furs
- L. Shankar
- Split Enz (Time And Tide, Conflicting Emotions)
- Стинг
- Sweet
- The Tragically Hip
- Van der Graaf Generator (микширование, 2010)
- Брайан Уилсон
- XTC (звукоинженер, 1979, 1980, 1982)
- Yes (Drama)
- Фрэнк Заппа